# Josef-Schulz-Mythos
Der Josef-Schulz-Mythos (gelegentlich auch „Josef Schultz“ geschrieben) ist der Mythos von einem Wehrmachtssoldaten namens Josef Schulz. Er soll 1941 im Zweiten Weltkrieg während der Besatzung Jugoslawiens durch die deutsche Wehrmacht von seinen eigenen Kameraden erschossen worden sein, nachdem er sich geweigert haben soll, Geiseln zu erschießen.
Der Mythos ist im ehemaligen Jugoslawien weit verbreitet. Zwei Filme wurden dort gedreht, die von dieser angeblichen Heldentat handeln, und noch 2009 wurde in Smederevska Palanka in Serbien eine Straße nach Josef Schulz benannt. In Kragujevac existiert ein Josef-Schulz-Denkmal. Bereits in den 1970er Jahren wurde allerdings bei Archivdurchsichten festgestellt, dass als Tag der Todesmeldung von Josef Schulz offiziell bereits der Tag vor der Geiselerschießung vermerkt ist. Die Geschichte kann daher als Mythos bezeichnet werden. Im Zusammenhang mit der sogenannten Wehrmachtsausstellung wurde der Fall erstmals in Deutschland breit diskutiert.

## Angebliche Fakten
Josef Schulz soll ein Wehrmacht-Gefreiter aus Wuppertal gewesen sein, der sich als Angehöriger der 714. Infanterie-Division am 20. Juli 1941 in dem Ort Smederevska Palanka in Jugoslawien weigerte, sich an der Erschießung von 16 Partisanen zu beteiligen. Daraufhin soll er selbst erschossen worden sein. Tatsächlich wurde der Gefreite Schulz bereits einen Tag eher bei einem Partisanenüberfall getötet.
Als Beleg für die vorgebliche Erschießung wegen Befehlsverweigerung dient häufig ein Foto, das eine Reihe von Männern mit verbundenen Augen zeigt, vor denen drei Wehrmachtsoldaten zu sehen sind: Zwei von ihnen haben Gewehre, beim Dritten ist zumindest keine Waffe zu sehen und er befindet sich ein Stück vor den anderen beiden, Richtung Geiseln. Dieses Foto soll Josef Schulz zeigen, wie er sich nach seiner Befehlsverweigerung zu den zu Erschießenden begibt.